# Tóth László (festő, 1933–2009)
Tóth László (Szatmárnémeti, 1933. július 13. – Werting, Németország, 2009. december 24.) erdélyi magyar festő, díszlettervező.

## Életútja, munkássága
A második világháborút követő évek felsőoktatási intézményeinél szokásos tehetségkutatások révén került a kolozsvári Ion Andreescu Képzőművészeti Főiskolára, ahol nemzedékének kiemelkedően ígéretes tagjaként szerzett diplomát (1957). 1965–71 között a kolozsvári Állami Magyar Színház díszlettervezője volt, majd 1983-ig a képzőművészeti főiskola docense. Korszerű, igényes díszletterveivel számos irodalmi mű színpadi sikeréhez járult hozzá. Önálló festészeti alkotásait is páratlanul érzékeny színlátás és töprengő-filozofikus megjelenítés, a környező világ, a diktatúra béklyóiba szorított társadalom szürrealisztikus ábrázolása jellemzi. Többször kiállított a Korunk Galériában; 1969-ben Bukarestben az Országos Színházi Verseny I. díját nyerte el.
1984-ben feleségével, T. Szűcs Ilona festőművésszel az NSZK-ban telepedett le. 1986-tól a müncheni Staatstheater am Gartenplatz keretében mint színházi díszletfestő működött. Illusztrációival jelent meg Huszár Sándor Árva madár (Bukarest, 1963) és Páskándi Géza Tündérek szakácskönyve (Bukarest, 1966) c. kötete.
1991-ben egyéni kiállítása volt Szentendrén feleségével.

### Köztéri művei
- 1959: falkép (Kudzsir, művelődési ház)
- 1971: mozaikfal (Kolozsvári Rádióstúdió)